# Esteban de Jesús
Esteban de Jesús (ur. 2 sierpnia 1951 w Carolinie, zm. 12 maja 1989 w San Juan) – portorykański bokser, zawodowy mistrz świata kategorii lekkiej.

## Kariera bokserska
Rozpoczął karierę boksera zawodowego w 1969. Zwyciężył w swych pierwszych 26 walkach. Zdobył w tym czasie tytuł mistrza Portoryko w wadze lekkiej i wygrał z takimi zawodnikami, jak Josue Marquez (dwukrotnie), Victor Ortiz i Leonel Hernández, którzy później walczyli o tytuły mistrza świata. Pierwszej porażki doznał 10 grudnia 1971 z rąk Antonio Gómeza, byłego mistrza świata wagi piórkowej.
W 1972 pokonał m.in. po raz trzeci Marqueza, a 17 listopada w Madison Square Garden w Nowym Jorku pokonał na punkty w walce towarzyskiej ówczesnego mistrza świata wagi lekkiej federacji WBA Roberto Durána, który zaliczył nokdaun w 1. rundzie. Była to pierwsza porażka w karierze Durána. W 1973 de Jesús zdobył tytuł mistrza North American Boxing Federation (NABF) w wadze lekkiej.
7 stycznia 1971 w San Juan znokautował byłego mistrza świata wagi junior półśredniej Alfonso "Peppermint" Frazera w 10. rundzie, a 16 marca tego roku w mieście Panama spróbował odebrać tytuł mistrza świata WBA w wadze lekkiej Duránowi, jednak został znokautowany w 11. rundzie. Po kilku wygranych walkach ponownie zaatakował tytuł mistrza świata WBA, tym razem w wadze junior półśredniej, ale przegrał na punkty z broniącym tytułu Antonio Cervantesem 17 maja 1975 w Panamie.
Po raz trzeci zmierzył się o pas mistrza świata, tym razem federacji WBC w wadze lekkiej, 8 maja 1976 w Bayamón z czempionem Gutsem Ishimatsu, którego jednogłośnie pokonał na punkty. Skutecznie bronił tytułu wygrywając z Hectorem Mediną 10 września 1976 przez nokaut w 7. rundzie, z Buzzsawem Yamabe 12 lutego 1977 przez techniczny nokaut w 6. rundzie i z Vicente Mijaresem 25 czerwca 1977 przez techniczny nokaut w 11. rundzie. Wszystkie te walki odbyły się w Bayamón.
21 pierwszego stycznia 1978 w Caesars Palace w Las Vegas de Jesús stoczył trzecią walkę z Roberto Duránem. Stawką był zunifikowany tytuł mistrza świata wagi lekkiej (WBA i WBC). Durán zwyciężył przez techniczny nokaut w 12. rundzie.
W 1978 de Jesús pokonał znanego Edwina Virueta, a 7 lipca 1980 w Bloomington przegrał w walce o tytuł mistrza świata WBC wagi junior półśredniej z obrońcą pasa Saoulem Mambym przez techniczny nokaut w 13. rundzie. Była to jego ostatnia walka.
Przegrał tylko 5 walk. Pokonali go wyłącznie mistrzowie świata: Gómez, Durán (dwukrotnie), Cervantes i Mamby.

## Późniejsze życie
W 1981 de Jesús podczas sprzeczki w związku z wypadkiem drogowym zastrzelił siedemnastolatka. Został na to skazany na dożywocie. Podczas odbywania kary nawrócił się na chrześcijaństwo. W 1985 dowiedział się, że jego starszy brat zmarł na AIDS. Obaj bracia używali tych samych igieł przy zażywaniu narkotyków podczas kariery bokserskiej de Jesúsa. Symptomy tej choroby wystąpiły również u de Jesúsa, który został ułaskawiony przez gubernatora, by mógł spędzić resztę życia z rodziną. Podczas choroby odwiedził go Roberto Durán, który spontanicznie przytulił i ucałował de Jesúsa, mimo że w 1989 panował powszechny strach przed kontaktami z chorymi na AIDS. De Jesús zmarł miesiąc później w wieku 37 lat.